# San Marino ai XXII Giochi olimpici invernali
San Marino ha partecipato ai XXII Giochi olimpici invernali che si sono svolti dal 7 al 23 febbraio 2014 a Soči in Russia, con una delegazione composta da 2 atleti.
Di questi, la diciassettenne Federica Selva è stata la prima atleta femminile a partecipare alle Olimpiadi invernali in rappresentanza del paese.

## Sci alpino
| Gara    | Atleta              | 1^ manche | 2^ manche | Tempo totale | Posizione |
| ------- | ------------------- | --------- | --------- | ------------ | --------- |
| Gigante | Vincenzo Michelotti | DSQ       | -         | -            | -         |
| Gigante | Federica Selva      | DNF       | -         | -            | -         |